# Xunke Nongchang (bondby i Kina, Heilongjiang Sheng, lat 49,36, long 128,13)
Xunke Nongchang (kinesiska: 逊克农场) är en bondby i Kina. Den ligger i provinsen Heilongjiang, i den nordöstra delen av landet, omkring 420 kilometer norr om provinshuvudstaden Harbin. Antalet invånare är 20 169. Befolkningen består av 9 697 kvinnor och 10 472 män. Barn under 15 år utgör 11,0 %, vuxna 15-64 år 80 %, och äldre över 65 år 8,0 %.
Runt Xunke Nongchang är det mycket glesbefolkat, med 6 invånare per kvadratkilometer. Xunke Nongchang är det största samhället i trakten. Trakten runt Xunke Nongchang består till största delen av jordbruksmark.
Genomsnittlig årsnederbörd är 842 millimeter. Den regnigaste månaden är juli, med i genomsnitt 203 mm nederbörd, och den torraste är januari, med 13 mm nederbörd.